# Croix de la Valeur (Pologne)
La Croix de la Valeur polonaise est une distinction créée en 1920 pendant la guerre soviéto-polonaise. Elle récompense un comportement honorable pendant une bataille.
| (4e) classe  |
| (3e) classe  |
| (2e) classe  |
| (1re) classe |